# Dasyerges poliastis
Dasyerges poliastis là một loài bướm đêm trong họ Noctuidae.